# 谷川村
谷川村（たにがわむら）は、愛知県渥美郡にあった村。現在の豊橋市の一部にあたる。

## 地理
梅田川の上流域に位置していた。

## 歴史
- 1889年（明治22年）10月1日、町村制の施行により、渥美郡大岩村、谷川村、二川村が合併して村制施行し、大川村が発足[3]。旧村名を継承した大岩、谷川、二川の3大字を編成[4]。
- 1893年（明治26年）6月23日、大川村が町制施行し大川町が発足[3]。
- 1897年（明治30年）2月1日、大川町の大字谷川が分立し、村制施行して谷川村が発足[1][2]。大字は編成せず[2]。
- 1906年（明治39年）7月1日、渥美郡大川町、細谷村、小沢村と合併し、二川町を新設して廃止された[1][2]。合併後、二川町谷川となる[2]。

## 産業
- 農業[2]